# Patsy Elsener
Patricia Anne "Patsy" Elsener, född den 22 oktober 1929 i Oakland, Kalifornien, död den 29 september 2019, var en amerikansk simhoppare.
Elsener blev olympisk silvermedaljör i höga hopp vid sommarspelen 1948 i London.